# Aposentadoria por invalidez
A aposentadoria por invalidez visa substituir a remuneração do segurado que está total e definitivamente incapacitado para o exercício de atividade que lhe garanta sobrevivência. Conceitua-se invalidez como inacapacidade total, permanente e multiprofissional, insuscetível de tratamento e reabilitação. Pode iniciar imediatamente ou ser precedida de auxílio-doença.

## Requisitos
- Ser segurado da Previdência Social.
- Haver observado o período de carência de 12 (doze) contribuições mensais[1] (exceto em razão de acidente de qualquer natureza ou moléstia grave, quando a carência será dispensada).[2]
- Incapacidade total e definitiva para o exercício de atividade que garanta a sobrevivência do segurado e dos seus dependentes, que deverá ser comprovada por médico-perito do INSS.[3]
- Invalidez iniciada depois da inscrição como segurado.

## Termo inicial
- Para o segurado empregado:[4] a partir do décimo sexto dia do afastamento da atividade ou a partir da data de entrada do requerimento, se entre o afastamento e a data de entrada do requerimento decorrerem menos de 30 dias  (Lei 13.135/15).
- Para os demais segurados:[5] a partir do início da incapacidade ou da data de entrada do requerimento, se entre essas datas decorrerem mais de trinta dias.

## Valor
Será de 100% (cem por cento) do valor do salário de benefício. O salário de benefício será obtido através da média aritmética simples dos maiores salários de contribuição apurados no período de 80 por cento do período total de contribuição.
Exemplo: O segurado contribuiu por 180 (cento e oitenta) meses, sendo que 80% desse período serão 144 (cento e quarenta e quatro) contribuições. Selecionam-se as 144 maiores contribuições e divide-se o seu valor pelo mesmo número (ou seja, 144), sendo que o resultado será o valor do salário de benefício.
Nesta aposentadoria, há ainda a possibilidade de o segurado perceber uma quantia extra de 25% (vinte e cinco por cento) do valor do benefício, mesmo que ultrapasse o teto, caso necessite do auxílio de terceiros para atos da vida comum, como higiene, alimentação etc. Esse valor será reajustado sempre que houver algum reajuste do valor do benefício, não sendo transmissível em caso de pensão por morte.

## Termo final
- Com a morte do segurado.
- Quando o próprio segurado requerer uma reavaliação da sua condição física e a perícia constatar sua recuperação.
- Se o segurado retornar à atividade voluntariamente.
- Se for considerado apto antes de 5 (cinco) anos, no máximo, de afastamento e tiver o direito de retornar à mesma função, na mesma empresa, sendo que o benefício cessará no momento exato no qual o segurado reassumir o cargo.[8]
- Se o segurado recuperar a capacidade antes de, no máximo, 5 anos de afastamento, sem o direito de retornar à mesma empresa, o benefício será ativado após tantos meses quantos forem os anos em que ele esteve afastado.[9]
- Se o segurado não recuperar totalmente a capacidade ou se a recuperar após 5 anos, ou ainda, se ele for declarado apto para exercer atividade diversa daquela que anteriormente exercia. Nesses casos, a aposentadoria por invalidez cessa progressivamente:[10]
  - do 1º ao 6º mês após a recuperação, o segurado receberá 100% do valor do benefício;[11]
  - do 7º ao 12º mês, o segurado receberá 50% do valor do benefício;[9]
  - do 13º ao 18º mês, o segurado receberá 25% do valor do benefício.[12]

Assim, durante um ano e meio, o segurado ainda receberá o benefício, mesmo que volte a trabalhar. Se, durante esse período, o segurado voltar a ficar doente, ele deverá esperar acabar o período de cem por cento do benefício para só depois requerer outro. O mesmo ocorre em relação ao retorno em menos de 5 anos, deverá esperar o fim das mensalidades integrais.

## Observações
- Moléstia preexistente: caso o segurado já fosse portador da doença ou lesão antes de filiar-se ao Regime Geral da Previdência Social, NÃO terá direito ao benefício, exceto quando a incapacidade sobrevier por motivo de progressão ou agravamento.[13] Nesse caso, não importa a boa ou má-fé.
- Necessidade de realização de exames: para receber o benefício, o segurado deverá submeter-se a exame médico-pericial a cargo da Previdência Social, sendo que o requerido poderá, às suas expensas, fazer-se acompanhar de médico de sua confiança.[14] Não são obrigatórios os procedimentos médicos de cirurgia e transfusão de sangue, por serem considerados de risco. O perito deverá ir até o segurado se este não tiver como ir ao local da perícia.
- É diferente do Auxílio-doença: Se difere do auxílio-doença pelo simples fato da capacidade de recuperação do aposentado. No Auxílio-doença o segurado tem a capacidade de se recuperar em um período razoável de tempo, já na aposentadoria por invalidez não há expectativa de recuperação.[15]